# Flacourtia
Flacourtia es un género con 22 especies de plantas perteneciente a la familia Salicaceae. 

## Taxonomía
Flacourtia fue descrito por Comm. ex L'Hér. y publicado en Stirpes Novae aut Minus Cognitae 3: 59, en el año 1786. La especie tipo es: Flacourtia ramontchi L'Hér.
Etimología
Flacourtia: nombre genérico que fur otorgado en honor de Étienne de Flacourt (1607–1660), que fue gobernador de Madagascar.

## Especies aceptadas
A continuación se brinda un listado de las especies del género Flacourtia aceptadas hasta abril de 2016, ordenadas alfabéticamente. Para cada una se indica el nombre binomial seguido del autor, abreviado según las convenciones y usos:
- Flacourtia amalotricha A.C.Sm.
- Flacourtia cavaleriei H.Lév.
- Flacourtia degeneri A.C.Sm.
- Flacourtia flavescens Willd.
- Flacourtia helferi Gamble ex Ridl.
- Flacourtia indica (Burm.f.) Merr.
- Flacourtia inermis Roxb.
- Flacourtia jangomas (Lour.) Raeusch.
- Flacourtia kinabaluensis Sleumer
- Flacourtia latifolia (Hook.f. & Thomson) T.Cooke
- Flacourtia mollipila Sleumer
- Flacourtia mollis Hook.f. & Thomson
- Flacourtia montana J.Graham
- Flacourtia occidentalis Blatt.
- Flacourtia oppositifolia Gagnep.
- Flacourtia rukam Zoll. & Moritzi
- Flacourtia subintegra A.C.Sm.
- Flacourtia territorialis Airy Shaw
- Flacourtia tomentella Miq.
- Flacourtia vitiensis (Seem.) A.C.Sm.
- Flacourtia vogelii Hook.f.
- Flacourtia zippelii Slooten